# Naczelnik Harcerzy Związku Harcerstwa Rzeczypospolitej
Naczelnik Harcerzy ZHR – instruktor ZHR, w stopniu harcmistrza, który został wybrany przez instruktorów spośród kandydatów na tę funkcję na Zjeździe ZHR. Należy do Rady Naczelnej ZHR oraz Naczelnictwa, kieruje Organizacją Harcerzy i jest przełożonym instruktorów.

## Kompetencje Naczelnika ZHR
- przyjmuje i zwalnia instruktorów,
- wnioskuje o uchwalenie Regulaminu Instruktorskiego do Naczelnictwa,
- wnioskuje o uchwalenie regulaminu ruchów programowo-metodycznych o zasięgu ogólnopolskim do Naczelnictwa,

### Naczelnik ZHR (przed podziałem na organizację harcerzy i organizację harcerek)
- hm. Krzysztof Stanowski 1989–1990

### Naczelnicy Harcerzy ZHR
- hm. Tomasz Maracewicz (2 grudnia 1990 – 3 maja 1993)
- hm. Marcin Jędrzejewski (3 maja 1993 – 1 marca 1997; 2 kadencje)
- hm. Adam Komorowski (1 marca 1997 – 23 listopada 2001; 2 kadencje)
- hm. Paweł Zarzycki (24 listopada 2001 – 22 kwietnia 2006; 2 kadencje)
- hm. Michał Sternicki (23 kwietnia 2006 – 25 kwietnia 2010; 2 kadencje)
- hm. Radosław Podogrocki (25 kwietnia 2010 – 21 kwietnia 2012)
- hm. Sebastian Grochala (21 kwietnia 2012 – 22 marca 2015[1])
- hm. Robert Kowalski (18 kwietnia 2015 – 15 kwietnia 2018)
- hm. Michał Markowicz (15 kwietnia 2018 – 2 września 2023)
- hm. Marcin Mucha (od 2 września 2023)